# Liste der Nummer-eins-Hits in Kolumbien (2017)
Diese Liste der Nummer-eins-Hits in Kolumbien 2017 basiert auf den offiziellen Chartlisten der Promúsica Colombia. Die Charts basieren allein auf Musikstreaming.

## Singles
| | Liste der Nummer-eins-Hits in Kolumbien | Liste der Nummer-eins-Hits in Kolumbien | Liste der Nummer-eins-Hits in Kolumbien | 2018 →                    |
| \| Zeitraum \| Wo. ges. \| Interpret \| Titel Autor(en) \| Zusätzliche Informationen \| \| (Zeitraum, Wochen auf Platz eins, Interpret, Titel, Autor[en], zusätzliche Informationen) \| \| \| \| \| \| ----------------------------------------------------------------------------------------- \| -------- \| -------------------------------------- \| ------------------------------------------------------------------------------------------------------------------------------------------------------------------------------------------------ \| ------------------------- \| \| 30. Dezember 2016 – 19. Januar 2017 3 Wochen \| 3 \| Piso 21 feat. Maluma \| Me llamas (Remix) Juan David Castaño, Juan David Huertas, Pablo Mejia, David Escobar, Gabriel Cruz, Yoel Damas, Nick Rivera Caminero, Juan Diego Medina, Cristhian Mena \| – \| \| 20. Januar 2017 – 13. April 2017 12 Wochen \| 12 \| Luis Fonsi feat. Daddy Yankee \| Despacito Luis Rodríguez, Erika Ender, Ramón Ayala \| – \| \| 14. April 2017 – 20. April 2017 1 Woche \| 1 \| Ed Sheeran \| Shape of You Ed Sheeran, Steve Mac, Johnny McDaid, Kandi Burruss, Tameka Cottle, Kevin Briggs \| – \| \| 21. April 2017 – 27. April 2017 1 Woche (insgesamt 2) \| 2 \| Danny Ocean \| Me rehúso Daniel Morales, Carlos Escalona \| – \| \| 28. April 2017 – 25. Mai 2017 4 Wochen (insgesamt 7) \| 7 \| Manuel Turizo \| Una lady como tú \| – \| \| 26. Mai 2017 – 1. Juni 2017 1 Woche \| 1 \| Ed Sheeran \| Galway Girl Ed Sheeran, Amy Wadge, Damian McKee, Eamon Murray, Johnny McDaid, Liam Bradley, Niamh Dunne, Sean Graham, Foy Vance \| – \| \| 2. Juni 2017 – 22. Juni 2017 3 Wochen (insgesamt 7) \| 7 \| Manuel Turizo \| Una lady como tú \| – \| \| 23. Juni 2017 – 29. Juni 2017 1 Woche (insgesamt 2) \| 2 \| Danny Ocean \| Me rehúso Daniel Morales, Carlos Escalona \| – \| \| 30. Juni 2017 – 3. August 2017 5 Wochen \| 5 \| J Balvin & Willy William \| Mi gente José Osorio, Willy William, Adam Ashadally, Andrés David Restrepo, Mohombi Nzasi Moupondo \| – \| \| 4. August 2017 – 28. September 2017 8 Wochen (insgesamt 9) \| 9 \| Carlos Vives & Sebastián Yatra \| Robarte un beso Carlos Vives, Sebastián Yatra, Mauricio Rengifo, Andres Torres \| – \| \| 29. September 2017 – 5. Oktober 2017 1 Woche \| 1 \| J Balvin & Willy William feat. Beyoncé \| Mi gente (Remix) José Osorio, Willy William, Adam Ashadally, Andrés David Restrepo, Mohombi Nzasi Moupondo, Terius Youngdell Nash, Beyoncé Giselle Knowles-Carter \| – \| \| 6. Oktober 2017 – 12. Oktober 2017 1 Woche (insgesamt 9) \| 9 \| Carlos Vives & Sebastián Yatra \| Robarte un beso Carlos Vives, Sebastián Yatra, Mauricio Rengifo, Andres Torres \| – \| \| 13. Oktober 2017 – 19. Oktober 2017 1 Woche \| 1 \| Nacho feat. Yandel & Bad Bunny \| Báilame (Remix) \| – \| \| 20. Oktober 2017 – 1. Februar 2018 15 Wochen \| 15 \| Piso 21 feat. Manuel Turizo \| Déjala que vuelva Juan David Huertas, Pablo Meija, David Escobar Gallego, Juan David Castaño, Juan Diego Medina, Julián Turizo, Eq the Equaliser, Mosty, Manuel Turizo, Erick Andres Celis Marin \| – \| |                                         |                                         | |                           |
| |                                         |                                         | | → 2018 →                  |
| Zeitraum | Wo. ges.                                | Interpret                               | Titel Autor(en) | Zusätzliche Informationen |
| (Zeitraum, Wochen auf Platz eins, Interpret, Titel, Autor[en], zusätzliche Informationen) |                                         |                                         | |                           |
| 30. Dezember 2016 – 19. Januar 2017 3 Wochen | 3                                       | Piso 21 feat. Maluma                    | Me llamas (Remix) Juan David Castaño, Juan David Huertas, Pablo Mejia, David Escobar, Gabriel Cruz, Yoel Damas, Nick Rivera Caminero, Juan Diego Medina, Cristhian Mena                          | –                         |
| 20. Januar 2017 – 13. April 2017 12 Wochen | 12                                      | Luis Fonsi feat. Daddy Yankee           | Despacito Luis Rodríguez, Erika Ender, Ramón Ayala | –                         |
| 14. April 2017 – 20. April 2017 1 Woche | 1                                       | Ed Sheeran                              | Shape of You Ed Sheeran, Steve Mac, Johnny McDaid, Kandi Burruss, Tameka Cottle, Kevin Briggs | –                         |
| 21. April 2017 – 27. April 2017 1 Woche (insgesamt 2) | 2                                       | Danny Ocean                             | Me rehúso Daniel Morales, Carlos Escalona | –                         |
| 28. April 2017 – 25. Mai 2017 4 Wochen (insgesamt 7) | 7                                       | Manuel Turizo                           | Una lady como tú | –                         |
| 26. Mai 2017 – 1. Juni 2017 1 Woche | 1                                       | Ed Sheeran                              | Galway Girl Ed Sheeran, Amy Wadge, Damian McKee, Eamon Murray, Johnny McDaid, Liam Bradley, Niamh Dunne, Sean Graham, Foy Vance                                                                  | –                         |
| 2. Juni 2017 – 22. Juni 2017 3 Wochen (insgesamt 7) | 7                                       | Manuel Turizo                           | Una lady como tú | –                         |
| 23. Juni 2017 – 29. Juni 2017 1 Woche (insgesamt 2) | 2                                       | Danny Ocean                             | Me rehúso Daniel Morales, Carlos Escalona | –                         |
| 30. Juni 2017 – 3. August 2017 5 Wochen | 5                                       | J Balvin & Willy William                | Mi gente José Osorio, Willy William, Adam Ashadally, Andrés David Restrepo, Mohombi Nzasi Moupondo                                                                                               | –                         |
| 4. August 2017 – 28. September 2017 8 Wochen (insgesamt 9) | 9                                       | Carlos Vives & Sebastián Yatra          | Robarte un beso Carlos Vives, Sebastián Yatra, Mauricio Rengifo, Andres Torres | –                         |
| 29. September 2017 – 5. Oktober 2017 1 Woche | 1                                       | J Balvin & Willy William feat. Beyoncé  | Mi gente (Remix) José Osorio, Willy William, Adam Ashadally, Andrés David Restrepo, Mohombi Nzasi Moupondo, Terius Youngdell Nash, Beyoncé Giselle Knowles-Carter                                | –                         |
| 6. Oktober 2017 – 12. Oktober 2017 1 Woche (insgesamt 9) | 9                                       | Carlos Vives & Sebastián Yatra          | Robarte un beso Carlos Vives, Sebastián Yatra, Mauricio Rengifo, Andres Torres | –                         |
| 13. Oktober 2017 – 19. Oktober 2017 1 Woche | 1                                       | Nacho feat. Yandel & Bad Bunny          | Báilame (Remix) | –                         |
| 20. Oktober 2017 – 1. Februar 2018 15 Wochen | 15                                      | Piso 21 feat. Manuel Turizo             | Déjala que vuelva Juan David Huertas, Pablo Meija, David Escobar Gallego, Juan David Castaño, Juan Diego Medina, Julián Turizo, Eq the Equaliser, Mosty, Manuel Turizo, Erick Andres Celis Marin | –                         |